# Douglas Santos
Douglas dos Santos Justino de Melo (russisch Дуглас До Сантос Жустино Де Мело; * 22. März 1994 in João Pessoa) ist ein brasilianisch-russischer Fußballspieler, der bei Zenit St. Petersburg unter Vertrag steht. Der Linksfuß wird meist als Linksverteidiger eingesetzt, kann aber auch im zentralen Mittelfeld agieren.

## Karriere

### Vereine
Santos begann seine Laufbahn in der Jugendmannschaft von Náutico Capibaribe. Hier schaffte er 2012 auch den Sprung in den Profikader. Am 19. Juli 2012 lief er in der Série A gegen den AA Ponte Preta per Einwechslung in der 80. Minute auf. Sein erstes Tor als Profi erzielte er im Rückspiel gegen denselben Klub am 11. Oktober 2012. 2013 wurde er vom FC Granada unter Vertrag genommen und direkt an Udinese Calcio ausgeliehen. Hier spielte er bis Mitte 2014. Danach kehrte er nach Brasilien zurück und schloss sich Atlético Mineiro an.
Am 31. August 2016 wechselte Santos zum deutschen Bundesligisten Hamburger SV, bei dem er einen bis zum 30. Juni 2021 datierten Fünfjahresvertrag erhielt. Sein Bundesligadebüt absolvierte er am 3. Spieltag bei der 0:4-Niederlage im Heimspiel gegen RB Leipzig. Sein erstes Bundesligator erzielte er am 17. März 2018 (27. Spieltag) bei der 1:2-Niederlage im Heimspiel gegen Hertha BSC mit dem Führungstreffer in der 25. Minute. Beim HSV war der Verteidiger die meiste Zeit Teil der Stammbelegschaft und stieg schließlich mit der Mannschaft im Frühjahr 2018 in die zweite Bundesliga ab, der sofortige Wiederaufstieg wurde verpasst. In 80 Ligaspielen für den HSV erzielte er zwei Tore.
Zur Saison 2019/20 wechselte Santos zum russischen Erstligisten Zenit St. Petersburg. Er unterschrieb beim amtierenden Meister einen Vertrag mit einer Laufzeit bis zum 30. Juni 2024. Gleich in seiner ersten Saison gewann Santos mit Zenit den nationalen Meistertitel. Zudem konnte er mit seinem neuen Verein den nationalen Pokal holen. Im September 2021 wurde sein Kontrakt mit dem Klub bis Saisonende 2025/26 verlängert.

### Nationalmannschaft
Douglas Santos war 2013 und 2014 Teil der U21-Mannschaft, die das Turnier von Toulon gewann. Der zwischenzeitlich bei Real Madrid und Olympique Marseille spielende Lucas Silva war 2014 auch Teil des Teams.
Santos wurde in den Kader der Olympiaauswahl für das olympische Fußballturnier 2016 berufen. Er bestritt alle sechs Turnierspiele seiner Mannschaft und gewann mit ihr die Goldmedaille.

## Trivia
Er ist Patenonkel des Sohnes von Walace, mit dem er beim Hamburger SV zusammenspielte.
Im Oktober 2024 erhielt er per Einbürgerung die russische Staatsbürgerschaft.

## Erfolge
Nationalmannschaft
- Olympiasieger: 2016
- Turnier von Toulon: 2013, 2014[7][8]

Atlético Mineiro
- Brasilianischer Pokalsieger: 2014
- Staatsmeister von Minas Gerais: 2015

Zenit
- Russischer Meister (5): 2020, 2021, 2022, 2023, 2024
- Russischer Pokalsieger (2): 2020, 2024
- Russischer Supercupsieger (5): 2020, 2021, 2022, 2023, 2024